# Гунтрам
Гунтрам (Гонтрам, Гунтрам,  532. — Шалон-сур-Сон, 29. март 592) је био франачки краљ Бургундије из династије Меровинга, један од четири сина краља Клотара I који су нскон његове смрти поделили земљу.
Гунтрам је био трећи најстарији (и други преживели) син Клотара I и његове жене/конкубине Ингунде. 561. године, након смрти оца преузео је четвртину државе, односно територије која је вечим делом обухватала Бургундију, а престоницу је имао у Орлеану. Према записима Григорија Турског, Гунтрам се на самом почетку своје владавине није превише разликовао од чланова своје породице, познатих по склоности разврату. Зато је за жену узео робињу Венеранду, са којом је добио сина Гундобада. Када ју је оставио због нове љубавнице по имену Маркатруда. Затим је узео трећу љубавницу по имену Аустерхилда, са којом је имао два сина. Међутим, временом се Гунтрам духовно преобразио, почевши искрено да се каје за свој рани грешни живот и настојећи да пронађе искупљење као идеал хришћанског владара који помаже својим поданицима. У томе је успео, барем према Григорију, који је за њега користио израз Добри краљ Гунтрам и тврдио да је лично био сведок чуда које је чинио краљ.
Године 567. умире његов брат Хариберт I, а преживела браћа су поделила његову територију са седиштем у Паризу. Гунтрам је, с друге стране, одбио понуду Харибертове удовице Тедехилде да удајом добије целу територију, сматрајући да је однос са женом покојног брата инцест, и уместо тога је послао у манастир у Арл. Међутим, 573. године дошао је у сукоб са својим братом Сигебертом I од Аустразије, и тражио је савез са својим братом Хилпериком I од Неустрије. Године 575. савез се распао, а Гунтрам се окренуо против Хилперика, сада у савезу са Сигебертом. Тада је Гунтрамов генерал Мумол помогао Сигеберту да победи Хилперика.
Када су Гунтрамови синови Клотар и Хлодомир умрли 577. године, Гунтрам је за наследника усвојио Сигебертовог сина Хилдеберта II. Међутим, већ 583. године Хилдеберт II се окренуо против свог стрица у савезу са Хилпериком. Сукоб је привремено обустављен Хилпериковом смрћу 584. године, након чега је Гунтрам безуспешно покушао да освоји Септиманију на југу. Следеће године, међутим, успешно је угушио устанак Гундовалда, самопроглашеног сина краља Клотара I. Након што је преживео покушај атентата који је организовала Хилперикова удовица Фредегунда, непријатељства са преостале две франачке државе окончана су закључењем Споразума из Анделоа 587. Гунтрам је преостале године свог живота провео покушавајући безуспешно да освоји Септиманију и, са нешто више успеха, да покори Бретонце под краљем Вароком. После његове смрти 592. године, краљевство је наследио Хилдеберт II.
Проглашен је за свеца и сахрањен у катедрали у Шалону. Одмах после смрти проглашен је за свеца. Током реформације, хугеноти су оскрнавили његов гроб, тако да је сачувана само лобања.